# FA Sirak Gjumri
A Sirak Gjumri vagy röviden Sirak (örmény betűkkel: Ֆուտբոլային Ակումբ Շիրակ Գյումրի, magyar átírásban: Foutbolajin Akoumb Sirak Gjumri, a nyugati sportsajtóban: FC Shirak Gyumri) egy örmény labdarúgócsapat Gjumriban, amely az örmény labdarúgó-bajnokság élvonalában szerepel. Eddig 4 alkalommal nyerte meg az örmény bajnokságot, illetve 3 alkalommal hódította el az örmény szuperkupát.

## Sikerei
- Örmény bajnokság (Bardzragoujn Houmb)
  - Bajnok (4 alkalommal): 1992, 1994, 1999, 2013
  - Ezüstérmes (5 alkalommal): 1993, 1996, 1997 (ősz), 1998, 2002
  - Bronzérmes (2 alkalommal): 2000, 2003

- Örmény kupa
  - Győztes (1 alkalommal): 2012
  - Ezüstérmes (5 alkalommal): 1993, 1994, 1999, 2011, 2013

- Örmény szuperkupa
  - Győztes (3 alkalommal): 1997, 2000, 2003
  - Ezüstérmes (1 alkalommal): 1999